# Brunei na letnich igrzyskach olimpijskich
Reprezentacja Brunei na letnich igrzyskach olimpijskich po raz pierwszy wystartowała z zawodnikiem podczas igrzysk w Atlancie w 1996 roku. Wtedy to wystartowała jedna osoba. Brunei pojawiło się już wcześniej na zawodach, podczas igrzysk w Seulu w 1988 roku, ale wtedy to nie wystąpił żaden sportowiec, lecz urzędnik z tamtejszego komitetu olimpijskiego, który pojawił się tylko na ceremonii otwarcia zawodów.
Jak dotąd reprezentanci Brunei nie zdobyli ani jednego medalu. Pierwotnie zawodnicy z Brunei mieli startować na igrzyskach w Pekinie w 2008 roku, ale nie pojawili się na ceremonii otwarcia i w związku z tym nie wystartowali w zawodach. W 2010 roku MKOl poinformował Krajową Radę Olimpijską Brunei oraz związki w Arabii Saudyjskiej i Katarze by na igrzyska w Londynie w 2012 wszystkie trzy kraje wysłały na zawody chociaż jedną zawodniczkę, gdyż nigdy dotąd te kraje nie wysłały kobiety na igrzyska olimpijskie.

## Klasyfikacja medalowa
| Miejsce             | Złoto | Srebro | Brąz | Razem |
| ------------------- | ----- | ------ | ---- | ----- |
| 1996 Atlanta        | 0     | 0      | 0    | 0     |
| 2000 Sydney         | 0     | 0      | 0    | 0     |
| 2004 Ateny          | 0     | 0      | 0    | 0     |
| 2012 Londyn         | 0     | 0      | 0    | 0     |
| 2016 Rio de Janeiro | 0     | 0      | 0    | 0     |
| 2020 Tokio          | 0     | 0      | 0    | 0     |

## Medaliści letnich igrzysk olimpijskich z Brunei

### Złote medale
Brak

### Srebrne medale
Brak

### Brązowe medale
Brak